# Modelització científica

Exemple de modelització científica. Un diagrama de processos de transport químic en la composició de l'atmosfera.

La Modelització científica és una activitat científica que té com a objectiu fer una part o característica particular del món més fàcil de comprensió, definició,  quantificació, visualització o simulació fent referència a un coneixement existent i generalment acceptat. Cal seleccionar i identificar aspectes rellevants d'una situació en el món real i després utilitzar diferents tipus de models per a diferents objectius, com ara model conceptual per comprendre millor, models operatius a  operacionalitzar, Model matemàtic per quantificar, i model gràfic per visualitzar el tema. El modelatge és una part essencial i inseparable de moltes disciplines científiques, cadascuna de les quals té idees pròpies sobre models específics de modelització.

## Alguns tipus de modelització científica
- Modelització analògica
- Modelització de muntatge
- Modelització de catàstrofe
- Modelatge d'opcions
- Model climàtic
- Modelatge continu
- Modelització de dades
- Modelització discreta
- Modelització de document
- Modeleconòmic
- Model ecosistema
- Modelatge empíric